# Narellan Vale, New South Wales
Narellan Vale este o suburbie în Sydney, Australia.